# GPD Win 3
El GPD Win 3 es un ordenador de mano basado en Windows que es el sucesor del GPD Win 2 y del GPD Win MAX. Está fabricado por la empresa china Gamepad Digital (GPD), y crowdfunded.

## Historia
Tras el GPD Win 2 en 2017 y el GPD Win Max en 2020, GPD anunció el GPD Win 3.
La campaña de Indiegogo comenzó en enero de 2021 y terminó en marzo de 2021.

## Rendimiento
El GPD Win 3 puede ejecutar Fallout 4 a 720p60 o 1080p30 con ajustes Ultra
El I7-1165G7 (28W) tiene el mismo rendimiento que I7-8700H en multihilo y un 20-45% más de rendimiento en monohilo.